# Manéah
Manéah est l'une des treize communes de la ville de Conakry, capitale de la Guinée. 

## Histoire
Au XIXe siècle, le territoire du village de Manéah représente la partie orientale du royaume de Dubréka, dont la limite est marquée à l'est par le cours du Manéah.
La commune urbaine de Manéah dont le chef-lieu était Tanènè 1. Elle a été érigée en commune de la région de Conakry en 2024.

## Population
En 2016, le nombre d'habitants est estimé à 178 984, à partir d'une extrapolation officielle du recensement de 2014 qui en avait dénombré 167 531.